# Máxima Zorreguieta
Máxima Zorreguieta (Buenos Aires, Argentinië, 17 mei 1971) is de echtgenote van koning Willem-Alexander der Nederlanden. Máxima draagt sinds haar huwelijk bij koninklijk besluit de naam Máxima, Prinses der Nederlanden, Prinses van Oranje-Nassau, mevrouw van Amsberg. Sinds het koningschap van Willem-Alexander wordt zij aangeduid als koningin Máxima der Nederlanden, al zijn haar titels hetzelfde gebleven. Máxima is rooms-katholiek, van Argentijnse afkomst en bezit de Argentijnse en de Nederlandse nationaliteit.

## Afkomst en jeugd
Máxima Zorreguieta is een dochter van Jorge Zorreguieta en María del Carmen Cerruti. Haar ouders waren tot halverwege 1987 voor de Argentijnse wet niet met elkaar gehuwd. Maxima's vader was eerder getrouwd, maar pas in 1986 stond Argentinië echtscheidingen toe. Hij had zijn vrouw al verlaten en woonde samen met zijn minnares toen die van Máxima zwanger werd.
Máxima heeft twee jongere broers: Martín en Juan. Haar jongere zus Inés pleegde in 2018 zelfmoord. Daarnaast heeft Máxima drie oudere halfzusters uit het eerder huwelijk van haar vader: Dolores, María en Ángeles.  
Zij groeide op in een bescheiden appartement in de straat Uriburu, in de wijk Barrio Norte in Buenos Aires. De familie bracht de zomervakanties door in Mar del Plata. Tijdens de wintersportvakanties verbleef het gezin in een eigen klein chalet in Bariloche, een Argentijns vakantieoord. Van haar ouders mocht ze als kind niet televisiekijken.
Máxima doorliep de middelbare school op het Northlands College, een op Britse aristocratische tradities geënt opleidingsinstituut, gelegen in Olivos, een chique buitenwijk van Buenos Aires. Zij ging vervolgens economie studeren aan de Universidad Católica Argentina. Als studente werkte zij in 1989 en 1990 bij Mercado Abierto S.A., waar zij onderzoek verrichtte naar software voor de financiële markten. Van 1992 tot 1995 was zij werkzaam op de verkoopafdeling van Boston Securities S.A. in Buenos Aires. In dezelfde periode gaf zij Engelse les aan kinderen en volwassenen, en wiskundeles aan middelbare scholieren en eerstejaarsstudenten.

## Carrière bij banken
Na haar studie economie ging zij in New York wonen. Van juli 1996 tot maart 1998 was zij vicepresident Latijns-Amerikaanse Institutionele Verkoop bij de bank HSBC James Capel Inc. Aansluitend was zij tot 1999 bij de bank Dresdner Kleinwort Benson vicepresident afdeling Opkomende Markten. Daarna vervulde zij tot augustus 2000 de functie van vicepresident Institutionele Verkoop bij de Deutsche Bank.

## Verloving met Willem-Alexander
In april 1999 ontmoette zij kroonprins Willem-Alexander in de Spaanse stad Sevilla. Met hem bracht zij in augustus dat jaar een vijfdaagse vakantie door in Bariloche. Daar stelde zij hem voor aan haar ouders. In de Nederlandse pers verschenen daarna de eerste speculaties over een liefdesrelatie. Ruim een jaar later verhuisde Máxima naar Brussel, waar zij tot april 2001 bij het EU-kantoor van Deutsche Bank heeft gewerkt.
Al snel wisten de Nederlandse media te melden, dat tijdens de militaire junta in Argentinië Máxima's vader staatssecretaris (en minister) van Landbouw (en Veeteelt) was geweest onder president Jorge Videla (1976-1981). De juntaperiode (april 1976 – maart 1983) staat bekend als de Vuile Oorlog, waarbij (vermeende) tegenstanders in gevangenissen werden opgesloten en vaak gemarteld. Naar schatting zijn tussen de 9.000 en 30.000 mensen voorgoed verdwenen.
In Nederland kwamen protesten tegen een huwelijk met de dochter van een voormalige staatssecretaris van een junta, van wie vermoed werd dat hij ten minste op de hoogte was van de excessen. Een onderzoek, via een geheime opdracht van minister-president Wim Kok aan Michiel Baud, had als conclusie dat Zorreguieta op de hoogte moet zijn geweest van deze gedwongen verdwijningen, maar dat het "praktisch uit te sluiten is" dat Zorreguieta in de periode van zijn regeringsdeelname "persoonlijk betrokken is geweest bij de repressie of schending van de mensenrechten". Willem-Alexander vertelde tijdens een interview dat hij wist dat zijn schoonvader van ten minste één gedwongen verdwijning op de hoogte was. Deze persoon was volgens Willem-Alexander teruggevonden. In het Nederlandse parlement leek zich een duidelijke meerderheid te vormen die haar vader wilde verbieden aanwezig te zijn op de in Nederland geplande huwelijksdag. De minister van staat en voormalige diplomaat Max van der Stoel wist Jorge Zorreguieta te overtuigen uit eigen beweging af te zien van het bijwonen van de plechtigheden. Uiteindelijk liet ook haar moeder verstek gaan.
Koningin Beatrix maakte op 30 maart 2001 de verloving bekend in een rechtstreekse televisie-uitzending. Direct na de bekendmaking las Máxima een verklaring voor, waarin zij afstand nam van het Videla-regime. Onder meer zei zij: "Ik verwerp sinds lang de Videla-dictatuur, de verdwijningen, de martelingen, de moorden en alle verschrikkelijke feiten uit die tijd. Dat heeft zeker grote littekens op onze maatschappij achtergelaten." Voor haar vader verontschuldigde zij zich: "Over mijn vaders deelname aan die toenmalige regering wil ik in alle eerlijkheid zeggen dat ik spijt heb dat hij zijn best gedaan heeft voor de landbouw in een verkeerd regime". Tegelijkertijd verdedigde zij hem: "Hij had de beste intenties en ik geloof in hem." In een later gehouden interview bestempelde Máxima de conclusie van Baud als "zijn mening". Om Máxima in te wijden in het hofleven en haar etiquette en protocol bij te brengen werd hofdame Lieke van Voorst van Beest aangesteld.

### “Een beetje dom”
Op 7 maart 2001 verwees Willem-Alexander tijdens een persontmoeting in New York naar een ingezonden brief in de Argentijnse krant La Nación. Kort daarvoor was de publicatie van een boek over Videla aangekondigd. De schrijvers hadden in NRC Handelsblad aangegeven dat volgens hen de vader van Máxima een coördinerende rol had gespeeld bij het voorbereiden van de staatsgreep die het dictatoriale regime van Videla aan de macht zou brengen. Het boek was gebaseerd op interviews. Willem-Alexander gaf aan dat de interviews nooit hadden plaatsgevonden en verwees naar de brief waarin dat zou staan. Hij suggereerde dat het schrijven afkomstig was uit een betrouwbare bron, hoewel hij tegelijkertijd aangaf niet te weten wie de brief geschreven had. Kort daarna bevestigde hij tegenover de tv-camera's van de NOS dat hij achter zijn woorden stond.
Het schrijven bleek afkomstig van Videla, waardoor in Nederland de betrouwbaarheid ontkend werd. Ook bleek Videla niet specifiek te ontkennen dat de vraaggesprekken hadden plaatsgevonden. Hij betwistte slechts dat zijn uitspraken correct waren weergegeven. Dat Videla de brief geschreven had, was duidelijk: zijn naam stond eronder.
Tijdens een interview op de dag van de bekendmaking van zijn verloving met opnieuw de Nederlandse pers, vertelde Willem-Alexander dat zijn verwijzing naar de brief “stom” was geweest. Máxima, die naast hem zat en reeds een beetje Nederlands sprak, reageerde tot tweemaal toe met: “Je was een beetje dom”. Met die uitspraak stal ze de harten van het Nederlandse volk. Later bleek dat de uitspraak van tevoren door Máxima was ingestudeerd op advies van Wim Kuijken, indertijd de hoogste ambtenaar op het ministerie van Algemene Zaken.

## Huwelijk

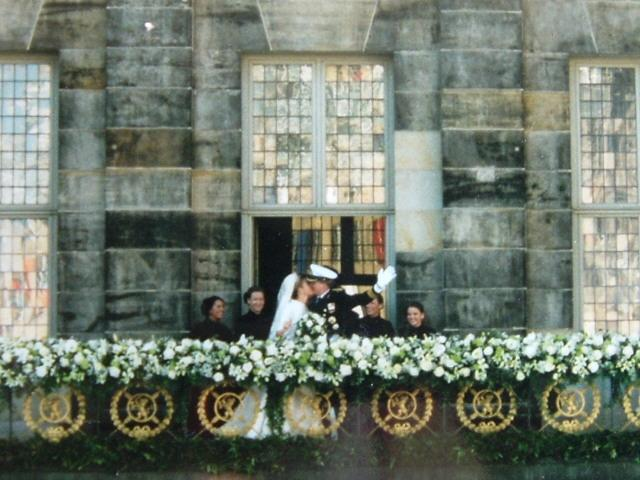
Máxima en Willem-Alexander op hun huwelijksdag op het balkon van het Paleis op de Dam

Op 17 mei 2001 werd Máxima bij koninklijk besluit het Nederlanderschap verleend. Met de Nederlandse nationaliteit zou zij door haar huwelijk lid worden van het Koninklijk Huis. Tegelijkertijd behield zij de Argentijnse nationaliteit. De rooms-katholieke Máxima diende om te kunnen trouwen in te stemmen met een protestantse opvoeding van eventuele kinderen.
De Verenigde Vergadering van de Staten-Generaal aanvaardde op 3 juli 2001 een door de regering ingediende wet tot het verlenen van toestemming aan de Prins van Oranje om met Máxima Zorreguieta in het huwelijk te treden.
De Nederlandse bisschoppen spraken hun vreugde uit over de verloving. Kardinaal Simonis merkte op dat de Rooms-Katholieke Kerk liever niet zag dat Máxima toetrad tot de Nederlandse Hervormde Kerk, waar Willem-Alexander indertijd lid van was. Hij reageerde op een opmerking van Máxima dat zij nadacht over een eventuele overgang naar het protestantisme. Máxima besloot vooralsnog om rooms-katholiek te blijven en bisschop Ad van Luyn verleende haar dispensatie van de verplichting om te trouwen volgens de rooms-katholieke voorschriften.
Op 2 februari 2002 voltrok de burgemeester van Amsterdam, Job Cohen, het burgerlijk huwelijk in de Grote Zaal van de Beurs van Berlage te Amsterdam. Het huwelijk werd aansluitend kerkelijk ingezegend in de plaatselijke Nieuwe Kerk door dominee Carel ter Linden, predikant in de Nederlandse Hervormde Kerk.
Máxima droeg die dag een trouwjurk van Valentino en een tiara, waarvan de stersieraden van koningin Emma waren geweest en de basis afkomstig was van de tiara die Beatrix droeg bij haar inhuldiging als koningin.
Miljoenen televisiekijkers in binnen- en buitenland volgden de trouwplechtigheid. Máxima huilde bij de Argentijnse tangomuziek van Carel Kraayenhof, die het nummer Adiós Nonino (Dag vadertje) speelde.

## Gezin
Máxima en Willem-Alexander hebben samen drie kinderen:
- Catharina-Amalia Beatrix Carmen Victoria (7 december 2003), Prinses van Oranje
- Alexia Juliana Marcela Laurentien (26 juni 2005)
- Ariane Wilhelmina Máxima Ines (10 april 2007).

Op 3 december 2013 nam de Verenigde vergadering van de Staten-Generaal een wetsvoorstel aan, waarin is bepaald dat Máxima als regentes van koningin Amalia zou fungeren, indien koning Willem-Alexander voor 7 december 2021 zou te komen overlijden.

## Titels en onderscheidingstekens

### Wapen

Máxima's wapen

Op haar huwelijksdag werden aan Máxima de titels Prinses der Nederlanden en Prinses van Oranje-Nassau toegekend met het predicaat Koninklijke Hoogheid. Dit impliceert verheffing in de adelstand.

Standaard van Máxima

Het wapen van Máxima bevat in het eerste en vierde kwartier het Rijkswapen in azuur en in het tweede en derde kwartier de jachthoorn van het Huis Oranje. In het hartschild van goud staat het familiewapen Zorreguieta, komende uit een golvende schildvoet van azuur, een gekanteelde burcht, waarop drie gekanteelde torens, de middelste hoger dan de andere, het geheel van keel, en vergezeld van twee toegewende wolven van sabel, elk gaande over een uitgerukte cipres van natuurlijke kleur. Als getrouwde vrouw voert zij het wapen in ovale schildvorm.

### Nog steeds prinses
Op 30 april 2013 werd haar echtgenoot Willem-Alexander Koning der Nederlanden. Máxima heeft vanaf die dag haar titels behouden en is dus nog steeds Prinses der Nederlanden. Zij wordt op historische gronden met koningin aangesproken, maar feitelijk is in haar positie sinds de troonswisseling geen verandering gekomen. De titel koningin is in haar geval dan ook informeel en dus als een titre de courtoisie.
Als dagvoorzitter van de ministerraad verklaarde minister Uri Rosenthal van Buitenlandse Zaken op 13 mei 2011 over prinses Máxima na de troonswisseling: "Zij zal geen koningin zijn, maar de aanspreektitel is koningin". Het kabinet-Rutte II bevestigde dat zij vanaf de troonswisseling als echtgenote van de Koning aangeduid zou worden als koningin en gaf als reden dat dit een historisch gebruik is en in lijn met wat internationaal gangbaar is. De regering stelde dat dit besluit niet in de vorm van een koninklijk besluit mogelijk was wegens het ontbreken van een wettelijke grondslag, maar dat dit niet nodig was. Sommige deskundigen waren hier kritisch over. Zij wordt aangesproken met majesteit.

## Kritiek uitspraak Nederlandse identiteit
Máxima kreeg in 2007 een golf van kritiek over zich heen toen zij in een toespraak voor de Wetenschappelijke Raad voor het Regeringsbeleid vertelde dat zij in de zeven jaar dat zij in Nederland was, dé Nederlandse identiteit niet gevonden had. Tijdens haar toespraak zei ze:

Zo'n zeven jaar geleden begon mijn zoektocht naar de Nederlandse identiteit. Daarbij werd ik geholpen door tal van lieve en wijze deskundigen. Ik had het voorrecht met veel mensen kennis te maken. Heel veel te zien, te horen en te proeven van Nederland. Het was een prachtige en rijke ervaring waarvoor ik enorm dankbaar ben. Maar 'de' Nederlandse identiteit? Nee, die heb ik niet gevonden. Nederland is: grote ramen zonder gordijnen, zodat iedereen goed naar binnen kan kijken. Maar ook: hechten aan privacy en gezelligheid. Nederland is: één koekje bij de thee. Maar ook: enorme gastvrijheid en warmte. Nederland is: nuchterheid en beheersing. Pragmatisme. Maar ook: samen intense emoties beleven. Nederland is veel te veelzijdig om in één cliché te vatten. 'De' Nederlander bestaat niet. Als troost kan ik u zeggen dat 'de' Argentijn ook niet bestaat. Ik vind het daarom heel interessant dat de titel van het rapport van de WRR niet is 'De Nederlandse Identiteit'. Maar: 'Identificatie met Nederland'. Dat laat ruimte voor ontwikkeling. En voor diversiteit.

Critici vonden dat zij zich met deze uitspraak op politiek gevoelig terrein begaf. Tijdens een interview ter gelegenheid van haar veertigste verjaardag in mei 2011 vertelde Máxima dat zij van die commotie was geschrokken. Zij had Nederland naar eigen zeggen destijds een compliment willen maken vanwege de veelzijdige samenleving.

## Machiavelliprijs
Op 8 februari 2012 ontving Máxima in perscentrum Nieuwspoort in Den Haag de Machiavelliprijs. De prijs wordt jaarlijks uitgereikt aan een persoon of organisatie die een opmerkelijke prestatie heeft geleverd op het gebied van publieke communicatie. Volgens het juryrapport verdiende Máxima de prijs voor de uitzonderlijke communicatieve kwaliteiten die haar werk als Prinses der Nederlanden de afgelopen tien jaar hadden gekenmerkt. Met haar optreden zou ze erin zijn geslaagd de monarchie een eigen en eigentijds gezicht te geven. "Bovendien is zij in staat gebleken om een breed publiek aan te spreken en daardoor verbondenheid met zeer uiteenlopende groepen binnen de Nederlandse bevolking te bewerkstelligen", aldus het juryrapport.

## Maatschappelijke taken

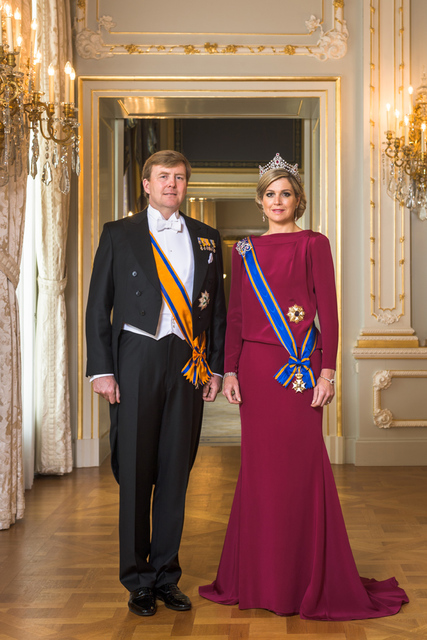
Staatsieportret van Máxima en Willem-Alexander. Máxima draagt de Mellerio-tiara, onderdeel van de Mellerio-parure.

Máxima volgde voordat zij trouwde de inburgeringscursus voor immigranten in Nederland. Zij ging Nederlands leren en verdiepte zich in de Nederlandse samenleving. De algemene opvatting was dat Máxima meer vrijheid moest worden gegund dan haar schoonvader destijds kreeg.
Al snel werd duidelijk dat Máxima iets voor vrouwen uit het buitenland wilde doen, waarop de commissie Participatie van Vrouwen uit Etnische Minderheden (PaVEM) in het leven werd geroepen. Sinds 1 juli 2003 was de prinses lid van deze tijdelijke commissie, die de regering adviseerde op het gebied van de integratie van etnische minderheden. Zij leek zich te concentreren op vraagstukken rond de integratie van allochtone vrouwen. De commissie werd per 1 juli 2005 opgeheven.
Aan het einde van haar introductieprogramma gaf Máxima op 14 februari 2005 een interview aan het televisieprogramma NOVA. Daarin blikte zij terug op haar eerste jaren in Nederland en gaf zij haar visie op de integratie van allochtonen. Het programma trok 2,6 miljoen kijkers, een record voor NOVA.
Op 5 maart 2008 woonde zij in Den Haag de ondertekening bij van een overeenkomst ter bevordering van de sociale acceptatie van homoseksualiteit in Nederland. De homobelangenorganisatie COC noemde haar aanwezigheid historisch. Niet eerder was een lid van het Koninklijk Huis aanwezig bij een gebeurtenis waar in Nederland wonende homo's, lesbiennes, biseksuelen en transseksuelen centraal stonden.
Máxima nam in oktober 2004 zitting in de Raad van State, het hoogste adviescollege van de regering. Zij kan sindsdien de beraadslagingen bijwonen en daaraan deelnemen, maar zij is geen lid en heeft geen stemrecht.
Sinds 2009 is zij de officiële pleitbezorgster van de secretaris-generaal van de Verenigde Naties voor inclusieve financiering voor ontwikkeling. In die hoedanigheid geeft zij advies aan de secretaris-generaal om over de hele wereld financiële diensten voor iedereen toegankelijk te maken. Vanwege haar inspanningen ontving zij op 21 maart 2014 in Baden-Baden de Duitse Mediaprijs 2013.

## Huidige functies en nevenfuncties
- Zitting in de Raad van State.

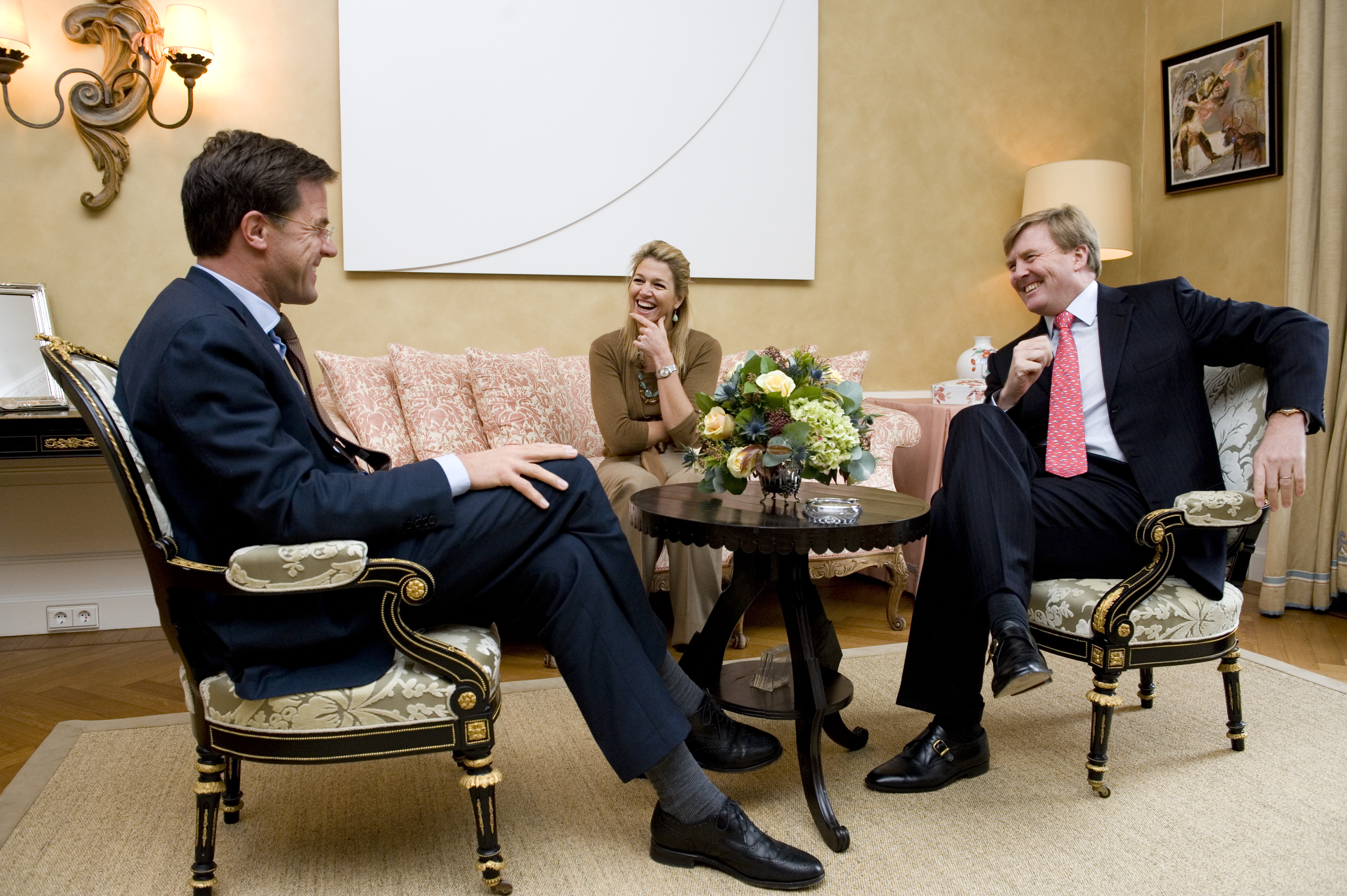
Prinses Máxima ontvangt met haar echtgenoot de Nederlandse minister-president Mark Rutte in hun huis te Wassenaar

- Erevoorzitter van het platform Wijzer in geldzaken.
- Lid van het Nederlands Comité voor Ondernemerschap.
- Speciale pleitbezorger van de VN secretaris-generaal voor inclusieve financiering voor ontwikkeling.
- Erevoorzitter van het G20 'Global Partnership for Financial Inclusion'.
- Lid van ‘Stewardship Board of the World Economic Forum System Initiative on Shaping the Future of Financial and Monetary Systems’.
- Lid van ‘Steering Committee of the Digital Currency Governance Consortium’ van het World Economic Forum.
- Voorzitter van het bestuur van de Stichting Historische Verzamelingen van het Huis Oranje Nassau.
- Voorzitter bestuur Stichting Officiële Geschenken van het Huis Oranje-Nassau.
- Erevoorzitter Platform Ambassadeurs Méér Muziek in de Klas.
- Erevoorzitter van stichting MIND Us.
- Erevoorzitter Stichting SchuldenlabNL.[31]

## Huidige erefuncties
- Beschermvrouwe van het Oranje Fonds (Koning Willem-Alexander is beschermheer).
- Erevoorzitter van de Koning Willem I Stichting.
- Beschermvrouwe van het Koninklijk Instituut voor Taal-, Land- en Volkenkunde.
- Beschermvrouwe van het Koninklijk Instituut voor de Tropen.
- Beschermvrouwe van de Prins Claus Leerstoel.
- Beschermvrouwe Stichting Koninklijk Concertgebouworkest.
- Beschermvrouwe van Scouting Nederland.[31]

## Vorige maatschappelijke functies
- Lid van de groep adviseurs voor de VN-commissie Internationale Jaar van het Microkrediet (2005)
- Voorzitter Curatorium Prins Claus Leerstoel
- Lid Raad van Toezicht Stichting Paleis Het Loo

## Bezittingen Muelle de Piedra
Máxima heeft sinds 2009 in Argentinië twee percelen in eigendom in het privégebied Muelle de Piedra, aan het Nahuel Huapi-meer en vlak bij het skioord Villa La Angostura.

## Peettante
Zij is de meter van prins Sverre Magnus van Noorwegen en gravin Leonore van Oranje-Nassau van Amsberg.

## Onderscheidingen

Máxima's monogram

##### Nederlandse onderscheidingen
- Ridder Grootkruis in de Orde van de Nederlandse Leeuw
- Huwelijksmedaille 2002
- Inhuldigingsmedaille 2013
- Grootkruis in de Huisorde van Oranje

##### Buitenlandse onderscheidingen
- Grootkruis in de Kroonorde (België)
- Grootlint in de Leopoldsorde (België)
- Grootkruis in de Nationale Orde van het Zuiderkruis (Brazilië)
- Koninklijke Familieorde van Brunei (Brunei)
- Grootkruis in de Orde van Verdienste (Chili)
- Grootkruis in de Orde van de Olifant (Denemarken)
- Kruis van Verdienste Eerste Klasse in de Orde van Verdienste (Duitsland)
- Lid Eerste Klasse in de Orde van het Kruis van Terra Mariana (Estland)
- Grootkruis in de Nationale Orde van Verdienste (Frankrijk)
- Grootkruis in de Orde van de Kostbare Kroon (Japan)
- Grootkruis in de Orde van de Drie Sterren (Letland)
- Grootkruis in de Orde van Vytautas de Grote (Litouwen)
- Grootkruis in de Orde van Verdienste van Adolf van Nassau (Luxemburg)
- Grootkruis in de Huisorde van de Gouden Leeuw van Nassau (Luxemburg)
- Grootkruis in de Orde van de Azteekse Adelaar (Mexico)
- Grootkruis in de Orde van Sint-Olaf (Noorwegen)
- Lid Eerste Klasse in de Orde van sultan Qaboos (Oman)
- De Grote Ster van het Ereteken van Verdienste voor de Republiek Oostenrijk (Oostenrijk)
- Ridder in de Orde van de Witte Adelaar (Polen)
- Grootkruis met keten in de Orde van de Infant Dom Henrique (Portugal)
- Grootkruis in de Orde van Isabella de Katholieke (Spanje)
- Lid Eerste Klasse in de Orde van de Unie (Verenigde Arabische Emiraten)
- Grootkruis in de Orde van de Poolster (Zweden)

## Stamboom
| Stamboom van Máxima Zorreguieta                                          | Stamboom van Máxima Zorreguieta                                      | Stamboom van Máxima Zorreguieta                                      | Stamboom van Máxima Zorreguieta                                      | Stamboom van Máxima Zorreguieta                                         | Stamboom van Máxima Zorreguieta                                         | Stamboom van Máxima Zorreguieta                                         |
| ------------------------------------------------------------------------ | -------------------------------------------------------------------- | -------------------------------------------------------------------- | -------------------------------------------------------------------- | ----------------------------------------------------------------------- | ----------------------------------------------------------------------- | ----------------------------------------------------------------------- |
| Grootouders                                                              | Juan Zorreguieta (1898-1959) x 1925 Cesira Stefanini (1901-1999)     | Juan Zorreguieta (1898-1959) x 1925 Cesira Stefanini (1901-1999)     | Juan Zorreguieta (1898-1959) x 1925 Cesira Stefanini (1901-1999)     | Jorge Cerruti (1911-1992) x 1942 María del Carmen Carricart (1914-1999) | Jorge Cerruti (1911-1992) x 1942 María del Carmen Carricart (1914-1999) | Jorge Cerruti (1911-1992) x 1942 María del Carmen Carricart (1914-1999) |
| Ouders                                                                   | Jorge Zorreguieta (1928-2017) x 1987 María del Carmen Cerruti (1944) | Jorge Zorreguieta (1928-2017) x 1987 María del Carmen Cerruti (1944) | Jorge Zorreguieta (1928-2017) x 1987 María del Carmen Cerruti (1944) | Jorge Zorreguieta (1928-2017) x 1987 María del Carmen Cerruti (1944)    | Jorge Zorreguieta (1928-2017) x 1987 María del Carmen Cerruti (1944)    | Jorge Zorreguieta (1928-2017) x 1987 María del Carmen Cerruti (1944)    |
| Máxima Zorreguieta (1971) x 2002 Willem-Alexander der Nederlanden (1967) |                                                                      |                                                                      |                                                                      |                                                                         |                                                                         |                                                                         |
| Kinderen                                                                 | Catharina-Amalia (2003)                                              | Catharina-Amalia (2003)                                              | Alexia (2005)                                                        | Alexia (2005)                                                           | Ariane (2007)                                                           | Ariane (2007)                                                           |

## Biografieën
- Hanno de Iongh - Máxima, Willem-Alexander en Amalia: Een vademecum. Aspekt, Amsterdam (2004).
- Piet Lekkerkerk - Het fenomeen Máxima: De vrouw, de icoon, de koningin in spe. Conserve, Schoorl (2008).
- Gonzalo Álvarez Guerrero &Soledad Ferrari - Máxima: de Argentijnse jaren. Carrera, Amsterdam (2009); vertaling van Máxima: Una Historia Real
- Yvonne Hoebe - Máxima: Prinses, moeder, moderne vrouw. Karakter (2011).
- Yvonne Hoebe - Koningin Máxima: Hoe een burgermeisje koningin van Nederland werd. Karakter, Uithoorn (2013).
- Justine Marcella - Koningin Máxima. B For Books (2017).
- Yvonne Hoebe - Máxima. 5 Jaar koningin van Nederland. Karakter (2018).
- Josine Droogendijk - De magie van Máxima. 5 Jaar modekoningin. Pepper Books (2018).
- Marcia Luyten - Máxima Zorreguieta. Moederland. De Bezige Bij, Amsterdam (2021).
- Rick Evers - Máxima. Meer dan Majesteit. Nieuw Amsterdam, Amsterdam (2021).
- Simone Lamain - Máxima: Glans van Oranje. Noblesse (2021).